# Zullwil
Zullwil (toponimo tedesco) è un comune svizzero di 638 abitanti del Canton Soletta, nel distretto di Thierstein.